# Capcom
Capcom Co., Ltd. (яп. 株式会社カプコン Кабусики-гайся Капукон) — японская корпорация, один из крупнейших в мире разработчиков и издателей компьютерных видеоигр, со штаб-квартирой в городе Осака. Корпорация была основана в 1979 году под названием Japan Capsule Computers, как компания по производству и дистрибуции электронных игровых машин. Настоящее название это аббревиатура от Capsule и Computers. На приставки 3-4 поколения (NES, Sega, SNES) компания создавала игры по мотивам мультфильмов Walt Disney.
На сегодняшний день компания известна как владелец нескольких крупных игровых франшиз, среди которых: Resident Evil, Devil May Cry, Street Fighter, Mega Man, Lost Planet, Monster Hunter и Ace Attorney.
Capcom также активно работает как издатель и локализатор западных продуктов на востоке, примером может быть «X2» от Team 17 и Grand Theft Auto.

## Талисман
Оригинальным талисманом Capcom является Капитан Коммандо, супергерой, одетый в футуристическую броню. Его имя образовано от названия компании Cap(tain)Com(mando). Впервые он появился в ранней игре Capcom для Famicom/NES под названием «Section Z» и мелькал в руководствах к ранним NES играм Capcom. Также он стал главным героем в игре «Captain Commando» 1991 года. Позже он стал одним из бойцов в «Marvel vs. Capcom» и её сиквеле. В «Marvel vs. Capcom» он всё ещё является символом Capcom, например регулярно выкрикивая «Capcom!» во время сражений.
Mega Man заменил Капитана Коммандо на постаменте талисмана, в основном потому, что серия «Mega Man» является сейчас довольно популярной и более известной.
Также Рю, один из самых выдающихся персонажей Capcom из Street Fighter, который на данный момент не только лицо файтингов Capcom, но и целого жанра файтингов.
В последние годы участилась тенденция использования Сервботов из серии игр MegaMan: Legends. Игрушки и изображения Сервботов нередко сопровождают игровые выставки, где участвует Capcom.

## Студии Capcom
Каждая студия Capcom — это разработчик, создающий игры под лейблом Capcom. Студии разделены на различные секции и пронумерованы, за исключением независимых Clover Studio (более не существующей) и Flagship, основанной Capcom в Японии.
- Consumer Games Development Division 1 (ранее Capcom R&D Division 1) — основная студия Capcom. Ответственна за серии игр Resident Evil, Devil May Cry, Marvel vs. Capcom, Mega Man и многие другие.
- Consumer Games Development Division 2 (ранее Capcom R&D Division 2) — ответственна за серии игр Ace Attorney, Monster Hunter и Street Fighter.
- Mobile Online Development Division — ответственна за онлайновые и мобильные игры компании.
- K2 — студия, содействующая основным студиям в разработке видеоигр. Была приобретена в 2008 году.
- M-Two — новоиспеченная студия компании, основанная сооснователем PlatinumGames Тацуей Минами. Ответственна за разработку Resident Evil 3 (2020).

### Закрытые
- Capcom Production Studio 4 — студия, ранее ответственная за серии игр Ace Attorney (2001—2004) и Dino Crisis, а также за игры Devil May Cry (2001), Resident Evil 3: Nemesis, Resident Evil Code: Veronica и Resident Evil 4. Закрыта в 2005 году.
- Clover Studio — студия, ранее ответственная за игры God Hand, Okami и за серию игр Viewtiful Joe. Закрыта в 2007 году.
- Capcom Vancouver — студия, ранее ответственная за серию игр Dead Rising (2010—2016). Закрыта в 2018 году.

## Филиалы и связанные корпорации
- Capcom Entertainment, Inc.
- Capcom U.S.A., Inc. основана в Калифорнии как официальный филиал Capcom в Северной Америке в августе 1985 года.
- Capcom Studio 8, Inc. основана как R&D отдел Capcom USA, Inc. в июне 1995. Студия была закрыта в 2006 году.
- Capcom Asia Co., Ltd. основана в Гонконге как официальный азиатский филиал Capcom в 1993 году.
- Capcom Eurosoft Ltd. основана в Объединённом Королевстве как официальный европейский филиал Capcom в июле 1998 года.
- KOKO Capcom Asia Co., Ltd. — официальный южнокорейский филиал Capcom, основанный в июле 2001 года.
- Suleputer была основана для торговли и дистрибуции игр и сопутствующих товаров (книг, музыки, аниме и т. д.) в Азии. Название происходит от Capsule Computer.
- Captron Co., Ltd. основана для управлением делами недвижимости.
- Flagship Co., Ltd. — студия, создавшая «Onimusha» и «Zelda» на Game Boy Color и Game Boy Advance, выпустившая «The Legend of Zelda: The Minish Cap».
- Capcom Charbo Co., Ltd. основана для управления арендой и эксплуатацией электронных игровых машин.
- CE Europe Ltd. была основана в Лондоне в ноябре 2002.
- CEG Interactive Entertainment GmbH была основана в Германии в феврале 2003.
- Nude Maker Co., Ltd. — студия, создавшая «Clock Tower» 1, 2 и «Steel Battalion» для PlayStation и Xbox.
- Clover Studio Co., Ltd. — студия, основанная в Осаке в июле 2004 года и распущенная в марте 2007 года. Она разработала серии «Viewtiful Joe», «Okami» и «God Hand».
- SEEDS Inc. создана из бывших сотрудников Clover Studio[1].
- Nickel City — цепь видеоаркад, однажды купленная Capcom и позже проданная в 2004 году.
- Capcom Interactive Canada — отдел Capcom, ориентированный на разработку игр под мобильные платформы.

## Фильмы и телевидение
Герои и игры Capcom породили множество фильмов и мультфильмов. Некоторые из них:
- Символ компании, Mega Man, сыграл второстепенную роль в ТВ-шоу Nintendo «Captain N: The Game Master» и также потом появился в трёх сериалах: «Mega Man» и двух аниме «MegaMan NT Warrior» и «Ryusei no Rockman». Он также был главным героем «Mega Man: Upon a Star|three OVAs», выпущенном в 1993 в Японии и «NT Warrior» — аниме-сериале, породившем 48-минутный фильм «Rockman EXE: The Program of Light and Dark», и героем сериала «Mega Man X», снятого в Америке в начале 90-х.
- В 1994 был создан полнометражный мультфильм «Street Fighter II: The Animated Movie», последовавший за фильмом «Уличный боец». Вскоре после этого появилось два мультсериала «Street Fighter II V» и «Street Fighter: The Animated Series» в 1995.
- Битвы между героями Street Fighter II можно увидеть в фильме «Городской охотник» с Джеки Чаном.
- Файтинг «Darkstalkers» вдохновил на создание двух мультсериалов — «Vampire Hunter: The Animated Series» в Японии (выходил под названием «Night Warriors: Darkstalkers' Revenge» в других странах) и «Darkstalkers» в США.
- Аниме-сериал по мотивам «Viewtiful Joe» был создан в 2004. Он содержал 52 эпизода и был вдохновлён первой и второй играми серии.
- Объявлено о съёмках фильмов по мотивам Devil May Cry[2] и Clock Tower[3].
- Более того в 2007 вышло аниме по мотивам Devil May Cry.
- Серия фильмов «Обитель зла» от режиссёра Пола Андерсона.
- В 2012 году вышел фильм по мотивам первой игры серии Ace Attorney (Gyakuten Saiban).
- Также в 2016 году был создан аниме-сериал по мотивам первых двух игр серии Ace Attorney (Gyakuten Saiban) и содержит в себе 24 эпизода в качестве первого сезона. В 2018 году вышло продолжение, сделанное по мотивам третьей части игры.

## Игры Capcom

### Платиновые проекты Capcom
Capcom составляет обновляющийся ежеквартально список из своих игр, тираж которых превысил миллион экземпляров, и называется «Платиновыми проектами». Список состоит из более чем 90 видеоигр, а вот десять самых продаваемых изданий по состоянию на 30 сентября 2023 года.
| ✓ | Включая цифровую дистрибуцию |

* - с учетом продаж издания "Monster Hunter World: Iceborne Master Edition": 23.10 млн. копий
| Игра                                   | Дата          | Платформа(ы)                                                                 | Продажи (млн) |
| -------------------------------------- | ------------- | ---------------------------------------------------------------------------- | ------------- |
| Monster Hunter: World ✓                | январь 2018   | PlayStation 4, Xbox One, PC                                                  | 19.1*         |
| Monster Hunter Rise ✓                  | март 2021     | PlayStation 4, PlayStation 5, Xbox Series X/S, PC, Nintendo Switch           | 13.6          |
| Resident Evil 2 (ремейк) ✓             | январь 2019   | PlayStation 4, PlayStation 5, Xbox One, Xbox Series X/S, PC, Nintendo Switch | 13.1          |
| RESIDENT EVIL 7 biohazard ✓            | январь 2017   | PlayStation 4, PlayStation 5, Xbox One, Xbox Series X/S, PC, Nintendo Switch | 12.7          |
| Monster Hunter World: Iceborne (DLC) ✓ | сентябрь 2019 | PlayStation 4, Xbox One, PC                                                  | 10.7          |
| Resident Evil 5 ✓                      | март 2009     | PlayStation 3, Xbox 360, PC                                                  | 8.9           |
| Resident Evil 6 ✓                      | октябрь 2012  | PlayStation 3, Xbox 360, PC                                                  | 8.9           |
| Resident Evil Village ✓                | май 2021      | PlayStation 4, PlayStation 5, Xbox One, Xbox Series X/S, PC, Nintendo Switch | 8.7           |
| Resident Evil 3 (ремейк) ✓             | апрель 2020   | PlayStation 4, PlayStation 5, Xbox One, Xbox Series X/S, PC, Nintendo Switch | 8             |
| Devil May Cry 5 ✓                      | март 2019     | PlayStation 4, Xbox One, PC, Xbox Series X/S, PlayStation 5                  | 7.4           |